# Lupinus ledigianus
Lupinus ledigianus är en ärtväxtart som beskrevs av Charles Piper Smith. Lupinus ledigianus ingår i släktet lupiner, och familjen ärtväxter. Inga underarter finns listade i Catalogue of Life.